# Informatička tehnologija
Informatička tehnologija (IT) je razvoj, istraživanje, provedba, dizajn i upravljanje informatičkim sustavima pogotovo programskom opremom (softver) i računalnom sklopovnom podrškom (hardver). Koristi se računalima za prenošenje, obradu, čuvanje i zaštitu podataka. To je opći naziv za svaku tehnologiju, koja pomaže u radu s informacijama.
Stručnjaci informatičke tehnologije izvode širok raspon radnji od instaliranja sustava do dizajniranja složenih računalnih mreža i informatičkih baza podataka. Područje djelatnosti IT stručnjaka obuhvaća: izradu računalnih sklopova, umrežavanje, dizajniranje programske opreme, izradu sustava baza podataka kao i upravljanje i održavanje cijeloga sustava.
Informatička tehnologija je spoj računala i informacija, upravljanje informacijama putem računala. Zove se i infotehnologija (eng. "infotech"). Pomaže prenošenju znanja i obrazovanju.

## Povijest informatičkih tehnologija
Izraz „informatičke tehnologije” pojavio se oko 1970-ih. Međutim, njegov osnovni koncept može se pratiti mnogo ranije. Tijekom 20. stoljeća vojska se ujedinila s raznim industrijama kako bi razvila elektroniku, računala i teoriju informacija. Povijesno gledano, vojska je poticala takva istraživanja motivirajući i financirajući inovacije u mehanizaciji i računalstvu. Godine 1971. dogodio se značajan događaj za IT – prva poruka e-pošte poslana je između dva mainframea.
Prvo komercijalno računalo bilo je UNIVAC I, koje su razradili J. Presper Eckert i John Mauchly za Američki ured za popis stanovništva. Krajem 1970-ih došlo je do porasta mikroračunala, nakon čega je 1981. slijedilo osobno računalo IBM-a. Od tada su se pojavile četiri generacije računala, od kojih je svaka predstavljala korak koji karakterizira manja veličina i snažniji hardver. Prva generacija koristila je vakuumske cijevi, druga i treća generacija koristile su tranzistore i integrirani krug. Četvrta generacija, koja je posljednja generacija, koristi složenije sustave kao što je vrlo velika integracija (VLSI).